# Культура Чиріпа
Культура Чиріпа — одна з найдавніших археологічних культур Андського регіону, пам'ятники якої виявлені на півострові Тарако, на узбережжі озера Тітікака в Болівії. Назва походить від церемоніального центру Чиріпа, який відносився до даної культури. Згідно з останніми (початок 21 ст.) археологічним дослідженням, проведеним на півострові Тарако, культура Чиріпа у своєму розвитку пройшла три фази:
- Рання: 1500 до н. е. — 1000 до н. е.
- Середня: 1 000 до н. е. — 800 до н. е.
- Пізня: 800 до н. е. — 100 н. е.

Основний період датується 591—116 рр. до н. е. і збігається з епохою I Тіуанако.

## Споруди
У руїнах Чиріпи виявлено штучне узвишшя (напівпідземний храм) довжиною 60 метрів і шириною 55 метрів. У нижній частині цієї насипу розташовувалося напівпідземне святилище, на стінах якого збереглися елементи дерев'яного покриття. Каркас святилища утворюють великі вертикальні камені, розташовані через нерегулярні інтервали. Між великими каменями засипалися дрібні камені, які, з'єднуючись в блоки, утворювали стіни. Підлога виконана з утрамбованої глини.
Інша частина руїн, мабуть, що відноситься до пізнішого періоду, ніж храм, є житловими приміщеннями з подвійними стінами, в яких виконані внутрішні вікна. Будівлі стояли на узвишші близько 1,25 м. В розрізі, отриманому в результаті руйнування пам'ятника, простежено ще один горизонт будинків, які знаходилися під будівлями верхнього шару. Будинки нижнього горизонту збереглися дуже погано. Від них залишилися лише нижні частини стін з глибокими внутрішніми нішами. Будинки були розташовані по колу, зближуючись кутами. Пізніше вони були знесені, майданчик вирівняна і на ній побудовані нові будівлі.
Будинки верхнього горизонту зроблені з гладенького окатанного каміння, складених на великій кількості рідкої глини. Стіни збереглися на висоту близько 1,1 м. Можливо, вище вони були складені з адобів. Розміри будинків досить великі (6,65х4,60 м або 9,00x5,75 м). Внутрішні приміщення були значно менше (4,50X2,40 м, 6,40X3,05 м), оскільки будинки мали подвійні стіни з простором завширшки від 0,45 до 0,75 м між ними при товщині кожної стіни 0,25-0,30 м. Міжстінній простір було розділене перегородками на «шафки» різного розміру, в які вели отвори типу вікон розмірами 0,6×0,5 м. Ці «вікна» облямовані декоративним вирізом, які мають у верхній частини ступеневе розширення. У кожному будинку вісім-дев'ять «шафок». Вони були перекриті так, що всередині будинку уздовж стін йшов уступ.
Дуже цікаво влаштування входу, який завжди звернений до центру кола, утвореного будівлями. Ширина входу близько 1,5 м, але сам дверний проріз між двома потовщеннями внутрішніх стін значно вужче (0,8-0,9 м). В одному з цих потовщень знаходиться щілина, по довжині десь рівна ширині дверного отвору. На протилежному розширенні внутрішньої стіни знаходиться паз, в який входили зачинені двері. Вхід і дверний отвір часто викладені пласкими каменями. Іноді є високий кам'яний поріг.

## Поховання
Небіжчики лежали в невеликих ямах. Переважно ці ями перекриті і викладені по стінках кам'яними плитами, рідше могили не мали перекриття і обкладання по стінах, зате по краю таких ям лежав рядок дрібного каміння. Кістяки зазвичай скорчився на лівому або правому боці. Здебільшого з небіжчиками немає ніяких речей.

## Кераміка
Кераміка Чиріпи — груба, є як незабарвлені зразки, так і розписані червоним або жовтим по червоному у вигляді геометричних мотивів, часто в шаховому порядку. Іноді кераміку прикрашали зображення людських осіб або зооморфні фігури з тілом в профілі.
Найбільш часто зустрічаються круглі посудини середніх розмірів з пласким дном, дещо звуженим гирлом і розходяться віночком. Зазвичай це посуд коричневого кольору без розпису.
Інший тип — широкі посудини з вертикальними стінками і потовщеним профільованим віночком. Звичайне співвідношення висоти і діаметра 1:2. Ручок немає. Цей посуд розписаний, а також без малюнків.
Також зустрічаються відкриті посудини з трохи опуклими боками і пласким дном, відкриті посудини з широким віночком, що розходиться, посудини з короткою вертикальної зашморгоподібною ручкою.
Для прикраси посуду використовувалися два прийоми: розпис і ліплення. Малюнок на розписних посудинах зазвичай складається з жовтих похилих смуг або трикутників, що утворюють ступінчасті фігури, на червоному тлі. Зрідка застосовувався чорний колір. Розпис часто поєднується з прокресленими лініями, іноді утворюють контур малюнка.

## Вироби
Кам'яних знарядь багато. Серед них великі і малі зернотертки й розтиральник. Дві великі зернотертки і полірована Т-подібна сокира знайдені на підлозі одного будинку. Зустрічаються також кулі з виїмкою — «болас» і кам'яне намисто.
Для культури Чиріпа характерна велика кількість кістяних виробів. Тут найрізноманітніші знаряддя: скребки на кінці кістки оленя або лами з прямим або скошеним краєм, проколи, шила і навіть тонка голка з вушком. З кістки зроблені намиста, пронизки і лабрет.
Металевих виробів майже немає. Знайдені лише смужки-прикраси з листового золота і мідні намиста в могилах.

## Релігія
У 1973 році в Тітінані був виявлений релігійний комплекс з 30 монолітів, створених починаючи з самих ранніх етапів культури Чиріпа. Культура Чиріпа створювала зображення жінок з гіпертрофованими ознаками статі (можливо, жіноче божество, яке свідчить про матріархат), а також рослин, тварин (лам) і риб.

## Дослідження
Виявлено у 1934 році під час археологічних розкопок В.Беннетом. У 1965 році нові дослідження здійснив А.Кіддер.